# Universidad del Sagrado Corazón
La Universidad del Sagrado Corazón es la institución de educación superior de raíces más antiguas en Puerto Rico. Establecida en 1880 como escuela para niñas por las religiosas de la orden del Sagrado Corazón, luego evolucionó hasta ofrecer programas a nivel universitario. Es una institución educativa católica, asentada firmemente en los principios ecuménicos del Segundo Concilio Vaticano. Integra personas de todos los credos, razas y culturas, manifestando el mensaje de los evangelios. 
Su misión es educar personas en la libertad intelectual y la conciencia moral, dispuestas a participar en la construcción de una sociedad puertorriqueña más auténticamente cristiana: una comunidad solidaria en la justicia y en la paz. Mientras que mantiene la visión de ofrecer un proyecto académico único, una experiencia educativa innovadora en la que el salón de clases es el mundo, en un ambiente caracterizado por una vida comunitaria de excelencia y que se apoya en el principio que es el ser humano y los valores cristianos son el centro del mismo proyecto.
La Institución promueve una educación participatoria, activa, personalizada y pertinente a las realidades sociales y culturales; apoya la formación humanística, científica, tecnológica y profesional de sus estudiantes, incluso el desarrollo de la capacidad de expresarse de manera lógica y sucinta; el desarrollo de sólidas competencias en el inglés como segundo idioma; la adquisición de destrezas que faciliten el pensamiento crítico y creativo; una perspectiva multicultural; la integración de la teoría y la práctica mediante el aprendizaje en servicio, internados y otras experiencias prácticas; el trabajo y el aprendizaje en el entorno de la WEB; el trabajo en equipo y la capacidad de reconocer, discernir y practicar valores.
La Universidad está ubicada en una zona urbana con 32 cuerdas de terreno en el corazón del área metropolitana de San Juan, cerca del distrito financiero y empresarial, así como de las atracciones culturales, históricas, recreativas y turísticas de la ciudad capital. Cuenta con una oferta académica a nivel subgraduado y graduado: 37 programas de bachillerato, 4 grados asociados, 19 programas de maestría y 9 certificados profesionales.

## Historia

### Orígenes
El proyecto educativo de las religiosas del Sagrado Corazón en Puerto Rico se originó en 1880, con el establecimiento de una institución educativa a nivel elemental y secundario. La orden de las religiosas del Sagrado Corazón procede de un ámbito francés, fundada por Santa Magdalena Sofía Barat en 1800 y aprobada por el papa León XII en 1826. La llegada de esta orden a Puerto Rico respondió a un llamado de la Diputación Provincial, que promovía una reforma educativa, a raíz del Decreto Orgánico de 1865 (ratificado en 1880) que establecía la educación como deber fundamental del gobierno. En 1879, don Pablo Ubarri y Capetillo, presidente del Partido Conservador y miembro de la Diputación Provincial, envió una carta a la Superiora del Colegio del Sagrado Corazón en La Habana, solicitando el establecimiento de un colegio para niñas en San Juan. La aprobación fue otorgada por la Superiora General, Madre Adele Lehon (1874-1894) y más adelante por el Obispo de Puerto Rico, Monseñor Puig y Monserrat. El 10 de abril de 1880 llegaron a San Juan, desde La Habana, tres religiosas del Sagrado Corazón: Micaela Fesser, Armeline Morin y Victoria Gringas. Desde fines del siglo XIX hubo una gran preocupación en la Isla por elevar el nivel cultural de la mujer. Las señoras de la sociedad capitalina se interesaron por la obra educadora de las Madres del Sagrado Corazón, ya conocida por los colegios de las religiosas en Louisiana, Cuba y Europa. Las religiosas respondieron al llamado, llenando así un vacío cultural sentido por personas responsables del proceso educador femenino en Puerto Rico. 

### Nace el proyecto educativo: el Pensionado

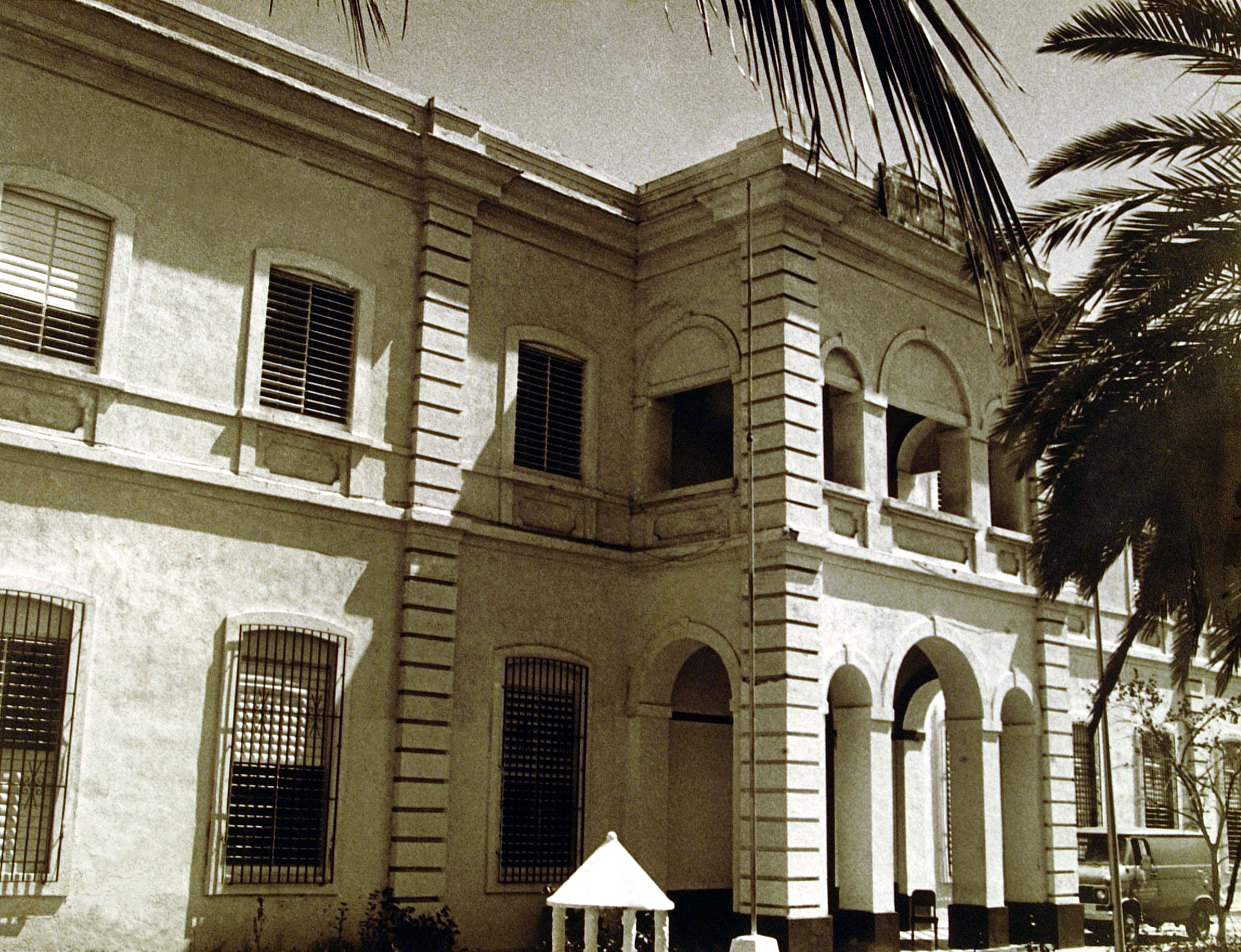
Primer edificio en Miramar.

Provisionalmente, se instaló el Colegio del Sagrado Corazón, también conocido como el Pensionado, en la segunda mitad del edificio de la Diputación en el Viejo San Juan (10 de mayo de 1880). Mientras tanto la Diputación Provincial se hizo cargo de adquirir el terreno y construir el primer edificio del Colegio. La localidad era en el sector de Miramar, actual sede del Conservatorio de Música de Puerto Rico. Nunca se les concedió a las religiosas la propiedad, sino que siguió perteneciendo a la Diputación, aun cuando ellas quisieron comprarlo en 1898. 
El Colegio en Miramar fue inaugurado y bendecido el 27 de agosto de 1882, en ocasión de la fiesta del Inmaculado Corazón de María. El 14 de enero de 1884 se inauguró la Escuela Gratuita para niñas pobres, en un edificio anexo. Los cambios políticos en la Isla para 1898 afectaron el funcionamiento del Colegio, ligado desde el principio al gobierno español. En 1899, las religiosas tuvieron que entregar la propiedad de Miramar, trasladándose a dos casas en la calle de la Cruz. Esto provocó el cierre temporal de la Escuela Gratuita. Durante los primeros 20 años de la estancia de las religiosas del Sagrado Corazón en Puerto Rico, desde el curso escolar 1880-1881 hasta 1897-1900, pasaron 468 alumnas por las aulas del Colegio de Santurce y 321 por la Escuela Gratuita.
En 1903 las religiosas decidieron comprar la Hacienda San José, propiedad de Pablo Ubarri Iramategui. El terreno comprendía entonces 117 cuerdas y colindaba con el camino de Seboruco, el caño de Martín Peña, la carretera hacia Río Piedras por donde pasaba el tranvía y por el oeste con terrenos de varios propietarios. El 14 de septiembre de 1907 se mudaron a la nueva propiedad.

### College: un paso a la educación superior

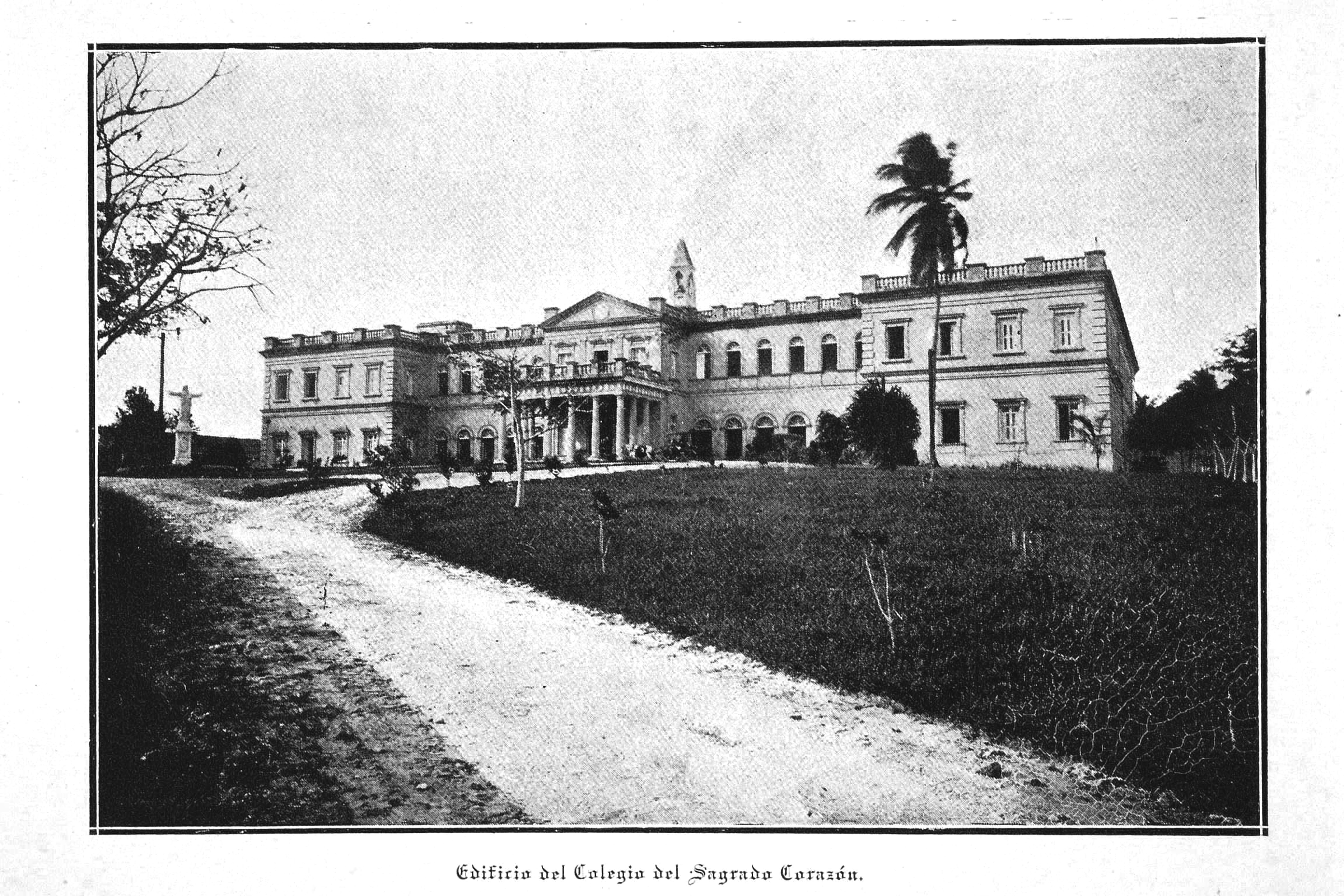
Edificio Sagrado Corazón.

Para 1935, el Colegio del Sagrado Corazón gozaba de un sólido prestigio en el campo de la educación puertorriqueña. Deseosas las religiosas de continuar cooperando eficazmente con la educación femenina, siguiendo su impronta inicial y su compromiso, organizaron un Departamento de Artes y Ciencias de educación postsecundaria. La creación del Colegio Universitario del Sagrado Corazón (CUSC), conocido como el College, respondió también a la petición de monseñor Edwin Byrne de fundar un centro universitario católico para mujeres. Asumió la iniciativa la reverenda Madre Rosa de Bolívar, entonces superiora del Pensionado. La reverenda Madre Tamariz, superiora vicaria, dio su consentimiento para el proyecto pese a que se carecía de todo lo necesario para llevarlo a cabo con esperanza de éxito. 
En ese mismo año (1935), el Gobierno de Puerto Rico, a petición de las religiosas, otorgó la Carta de Fundación que estableció oficialmente el CUSC. También para la fecha llegó a la Isla la Madre Gertrude McFadden, procedente del Colegio Universitario de Manhattanville de Nueva York, en calidad de asesora de la obra. En 1936 la Madre Rosa Bolívar y la Madre María Teresa Guevara visitaron este mismo colegio para estudiar su funcionamiento. El 9 de enero del mismo año se colocó la primera piedra del edificio. También en 1936, el Senado de Puerto Rico aprobó conjuntamente con el gobernador Blanton Winship, la Resolución Conjunta Núm. 43 que otorgaba al Colegio del Sagrado Corazón "la facultad para conferir los grados de Bachiller en Artes Liberales y el Diploma Secretarial". Este documento autoriza por ley a establecer, aparte de los estudios universitarios regulares, un programa de "junior college", siendo la primera institución en Puerto Rico en gozar de este privilegio. 
Académicamente el College ofrecía una educación de Artes Liberales que abarcaba las Humanidades, las Ciencias Sociales y las Ciencias Naturales. La misión educadora estaba basada fundamentalmente en los principios y conceptos de la filosofía cristiana del hombre y la vida, razón por la que está comprometido con los postulados de la fe católica. En 1939 se graduó la primera clase del College.

### Del College a la Universidad del Sagrado Corazón
En el 1970, se inició una nueva etapa en la historia de la USC. Las Religiosas optaron por ceder la propiedad y el gobierno de la Institución a una Junta de Síndicos integrada mayoritariamente por miembros laicos. La dinámica de crecimiento se intensificó notablemente, tanto en ofrecimientos académicos como en número de estudiantes. En febrero de 1972, la Junta de Síndicos aprobó que la Universidad adoptara definitivamente el carácter de institución coeducacional abierta a la comunidad puertorriqueña, es decir, se instauró una política de admisión a jóvenes de ambos sexos. En diciembre de 1976, la Junta de Síndicos autorizó oficialmente el uso del nombre Universidad del Sagrado Corazón (USC).

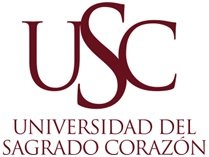
Primeras imágenes de la marca de Sagrado Corazón

En 1997 se incorporó una iniciativa única de aprendizaje mediante el servicio, que requiere que todos los estudiantes regulares de cuarto año provean consultoría experta en su disciplina a organizaciones de base comunitaria, para solucionar problemas previamente identificados en las organizaciones o comunidades. Esta iniciativa se incluyó en todas las concentraciones y culmina con una actividad curricular de integración. En diciembre de 2008, la Carnegie Foundation for the Advancement of Teaching otorgó a la USC la clasificación de Curricular Engagement and Outreach/Partnering, como resultado de este singular modelo de enseñanza mediante el servicio

### Presidentes
- 1951: Madre Dolores Sarre, rscj
- 1951 - 1954: Madre Consuelo Herrera
- 1954 - 1955: Madre Raquel Pérez
- 1955 - 1967: Madre Rosa Aurora Arsuaga
- 1968 - 1969: Madre Eleonor O'Byrne
- 1969 - 1970: Madre María Milagros Carbonell
- 1970-1972: Prof. Rafael García Bottari
- 1972-1986: Dr. Pedro González Ramos
- 1986-1992: Lcdo. José Alberto Morales
- 1992-2014: Dr. José Jaime Rivera
- 2014-presente: Lcdo. Gilberto J. Marxuach Torrós

## Campus
El campus de la Universidad del Sagrado Corazón está formado por 32 cuerdas de terreno ondulante y sombreado, desde cuya altura se divisan vistas panorámicas del océano y de los sectores urbanos circundantes. En su abundante vegetación, se destacan bosques de plantas tropicales que contribuyen a la frescura y a la belleza de los predios universitarios. Para el desarrollo de sus actividades, la Universidad cuenta con diversas y modernas facilidades.

### Pórtico y Capilla Mayor

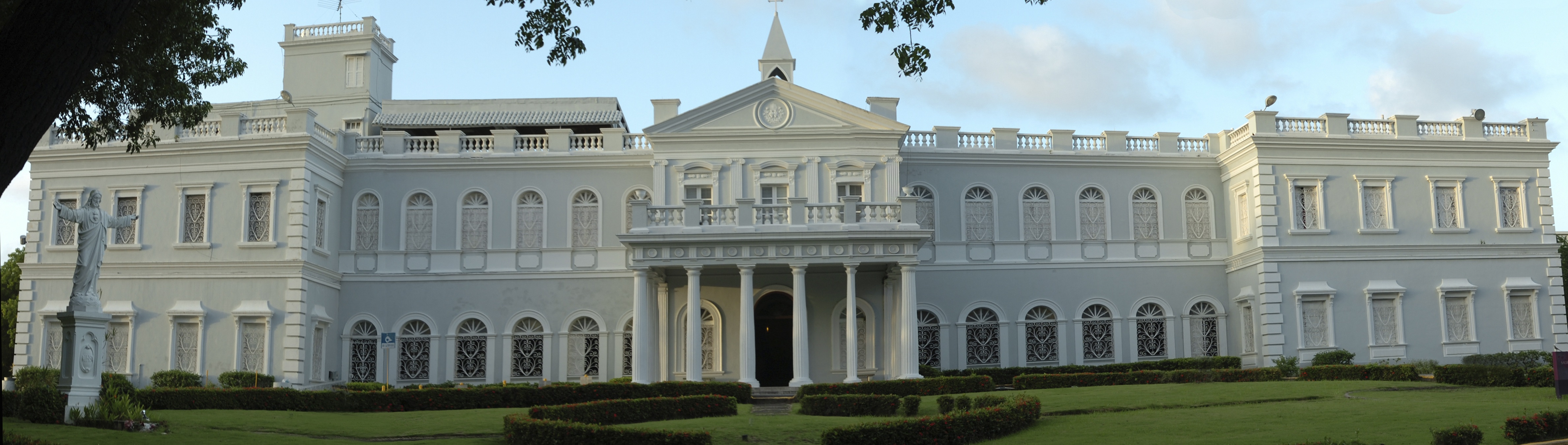
Edificio Pórtico de la USC

La construcción de la Capilla comenzó en 1910, fue dirigida por los ingenieros José Antonio Canals Vilaró y Luis Santana González. El 15 de mayo de 1913 fue inaugurada y consagrada por Monseñor Guillermo Ambrosio Jones, Obispo de Puerto Rico. El 8 de diciembre de 1983, la Universidad del Sagrado Corazón recibió la distinción de la declaración del conjunto Pórtico-Capilla del Edificio de Administración, como monumento histórico. En virtud a los méritos arquitectónicos del conjunto y sus singularidades en el ámbito del arte religioso, la Asociación de Exalumnos gestionó la declaración de monumento histórico ante la Oficina Estatal de Preservación Histórica adscrita a la Oficina Cultural de Fortaleza en San Juan, quedando inscrita en el Registro Nacional de Lugares Históricos en Washington D. C. Se le distingue como ejemplo de un período de transición en la historia de la arquitectura de Puerto Rico cuando las edificaciones gubernamentales españolas del siglo XIX, de estilo neoclásico, quedaron en el Viejo San Juan intramuros, mientras que el Edificio de Administración se levantó extramuros en Santurce como último ejemplo de la arquitectura que fijaron los cánones gubernamentales españoles. En su interior, la Capilla reúne singularidades que es necesario destacar al reseñar la historia del arte religioso de Puerto Rico. Después de la Catedral de San Juan, la Capilla es la única iglesia en la Isla que posee una sillería doble destinada en el pasado al rezo del Oficio Divino por parte de las Religiosas. En el inventario de objetos religiosos tiene supremacía el Altar Mayor. Es el único ejemplo en Puerto Rico de puro estilo neogótico romántico, hecho en Francia en mármol blanco durante el siglo XIX. La Capilla ha sido remodelada en varias ocasiones. La reinauguración más reciente fue la de 2011.

### Teatro Emilio S. Belaval

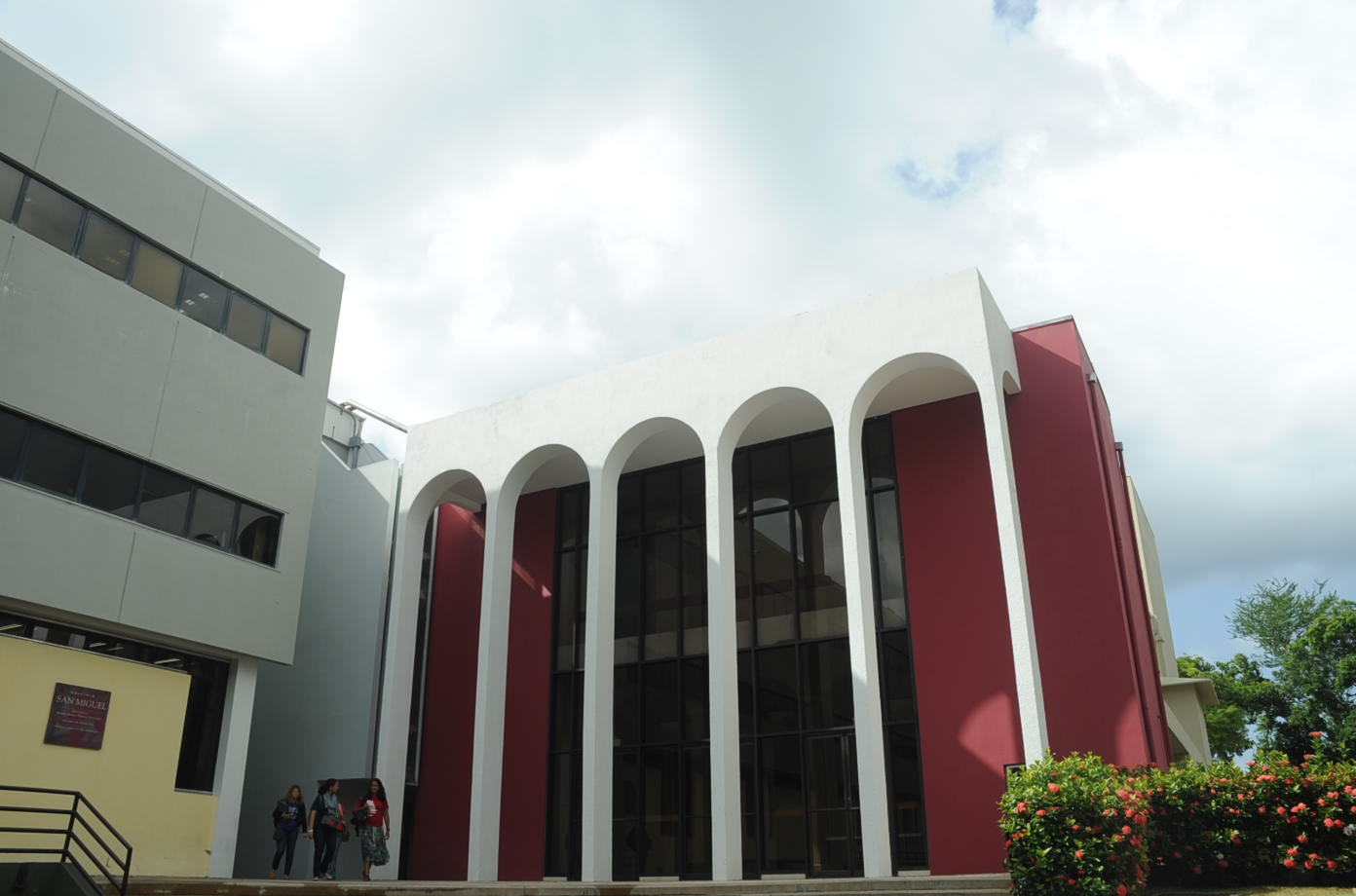
Teatro Emilio S. Belaval (2012)

A partir de 1937 las artes dramáticas pasaron a ser una parte fundamental de la educación integral y humanística del proyecto del Sagrado Corazón. En 1939 se llevó a escena la primera producción a cargo del Club Dramático del College, dirigido por la profesora Carmen Rosa Díaz, Las flores de Aragón de Eduardo Marquina. La presentación fue en el desaparecido Auditorium del Pensionado. En 1940 se construyó el llamado "Auditorium del College". Un año más tarde se inauguró este espacio, que marcó el florecimiento de las producciones del teatro universitario. Uno de los pilares del teatro puertorriqueño, Leopoldo Santiago Lavandero, fue contratado como director del Club. Bajo su dirección se presentaron obras como La vida es sueño, La hija del rey René y La santa virreina", entre otras. 
En 1945, Santiago Lavandero culminó su trabajo en el Club Dramático y llegó como nuevo colaborador el dramaturgo Emilio S. Belaval. Su primera dirección fue con la pieza El genio alegre de los Hermanos Álvarez Quintero. Hasta 1949, Belaval contribuyó con el teatro universitario. Durante estos años se destacaron las figuras de las actrices Normal Candal y Flavia Lugo. Durante las décadas del 50 y 60, la entonces profesora Norma Candal asumió, junto a su esposo –el director escénico Andrés Quiñones Vizcarrondo– la dirección de varias piezas, como: La fuerza bruta de Jacinto Benavente y La chica del gato de Carlos Aniches. Esta fue considerada la época de oro del teatro en el College. A finales de la década del 50 se admitió la participación de hombres en los papeles masculinos que, anteriormente, eran representados por las alumnas. Otros varios directores colaboraron a lo largo de la década del 60 que culminó con el deterioro de la estructura del Auditorium. El Auditorium fue cerrado por remodelación y abrió sus puertas en 1979 con el nombre de Teatro Emilio S. Belaval. La obra estuvo a cargo del arquitecto Carlos Sanz. Recientemente el teatro fue remodelado y está próximo a reabrir sus puertas en el 2012. 

### Biblioteca Madre María Teresa Guevara
En el año 1937, al igual que otras bibliotecas universitarias, el funcionamiento de la Biblioteca del CUSC se circunscribía a un salón. En la década de los cuarenta se trasladó la biblioteca a la planta principal del edificio académico, hoy Edificio San Miguel. El 29 de enero de 1970 se inauguró el edificio construido específicamente para la Biblioteca. El mismo se le dedicó a la madre María Teresa Guevara. El edificio de 28,700 pies cuadrados fue diseñado por el arquitecto Osvaldo Toro y construido por Nicolás y Genaro del Valle. Lo que en principio fue un solo salón para ofrecer sus facilidades a once estudiantes, al cabo de treinta y cinco años se convirtió en un edificio de tres pisos para ofrecer a 1,500 sus servicios de referencia, revistas, colección puertorriquena, música, estudio en grupo, exhibiciones, colección general, servicios técnicos y oficinas administrativas. En 1984, obedeciendo a la urgente necesidad de expansión debido al aumento de matrícula, comenzó la ampliación y remodelación del edificio, proyecto realizado por la firma de arquitectos Marqués y Carrión e inaugurado el 7 de abril de 1986.

### Residencias Universitarias
Dentro del campus las residencias universitarias hospedan a todos los jóvenes que deciden estudiar lejos de casa. Con una residencia para damas y otra para varones, la USC brinda la opción de vivir toda una experiencia única al residir a varios pasos del salón de clases. La Residencia de Damas cuenta con dos modernas torres y facilidades para hospedar a 357 jóvenes. Posee, además, acceso a la red cibernética y un salón de tutorías para el uso de todos los residentes. Igualmente, la Sala Máter Admirabilis, ubicada en el primer piso de la Residencia de Damas, es el punto de encuentro de los residentes con amigos y familiares que les visitan. Por su parte, la Residencia de Varones cuenta con una torre con capacidad para 198 estudiantes. Las residencias de la Universidad del Sagrado Corazón son una opción considerable para las estudiantes de nuevo ingreso.

### Galería de Arte y otros espacios culturales
La Galería de Arte de la Universidad del Sagrado Corazón fue inaugurada en 1995, materializando la visión de la profesora [Adlín Ríos Rigau] de crear "un espacio profesional en el cual la exposición de arte fortaleciera el proceso de educación formal de los estudiantes del Programa de Artes Visuales" (XV Aniversario de la Galería de Arte, 2010, p.2). La sala está ubicada en el Patio de las Artes en el edificio Barat Sur. Algunos de los artistas que han expuesto en la sala son: Olga Albizu, José Rosa, Jaime Carrero, Fernando Díaz Mackenna y Paul Camacho. Otros espacios para exposición son las galerías estudiantiles: Galería Génesis y Galería de Arte José (Pepín) Méndez. La USC también es sede del Museo de la Radio de Puerto Rico y fue la primera sede del Museo de Arte Contemporáneo de Puerto Rico.

## Vida estudiantil

### Consejo de estudiantes y organizaciones
Los estudiantes, como principales beneficiaros del esfuerzo institucional, tienen plena libertad de asociación, dentro de un marco de mutuo respeto y tolerancia que ayude a mantener un clima de solidaridad y adecuadas relaciones humanas entre todos los miembros de la comunidad universitaria. El estudiantado se puede organizar y participar en aquellas actividades que sean compatibles con las normas existentes. Todo grupo interesado en constituirse en organización estudiantil debe solicitar el reconocimiento oficial del organismo correspondiente, según lo dispone el Reglamento de Estudiantes. Algunas de las organizaciones son: Imaginarte, TeatrUSC, Casa Abierta, Asociación de estudiantes de sistemas de justicia, Asociación de biología, Asociación de fotografía, AIESEC, Asociación de estudiantes de relaciones públicas, Asociación de estudios internacionales y el Concilio de residentes. Las organizaciones estudiantiles están adscritas al Decanato Asociado de Asuntos Estudiantiles.

### Programa de intercambio estudiantil
Con el fin de enriquecer y nutrir el proyecto educativo de Sagrado, en 1992 se estableció el Programa de Intercambio de Estudiantes (PIE). Este programa ofrece al estudiantado la posibilidad de explorar nuevas dimensiones de crecimiento personal, profesional y cultural. PIE está afiliado al National Student Exchange (NES), un consorcio que une a más de 200 universidades de los Estados Unidos y Canadá. PIE brinda la oportunidad de participar en programas de intercambio con 204 universidades en Estados Unidos (179), México (5), América del Sur (4), República Dominicana (1), Europa (7) y Canadá (9).

### Atletismo
La Universidad del Sagrado Corazón es miembro de la Liga Atlética Interuniversitaria (LAI). Los equipos deportivos de la USC son: voleiból (ambos sexos). tenis (ambos sexos), baloncesto (masculino), balompié (masculino), judo (ambos sexos), lucha olímpica (masculino), pista y campo (ambos sexos), levantamiento de pesa olímpico (ambos sexos), natación (ambos sexos), campo traviesa (ambos sexos), porristas y un "dance team". 
La USC cuenta con un complejo deportivo amplio, cuyas instalaciones son las siguientes: cancha bajo techo con dos canchas de baloncesto y tres de voleiból, además de una cancha principal para la práctica de ambos deportes. Su capacidad es para 1,500 espectadores sentados en gradas, piscina con dimensiones olímpicas, un parque de softball, cuatro canchas de tenis, una sala con billares, mesas de ping pong, juegos sencillos, un gimnasio para judo y lucha, un gimnasio con máquinas nautillus, pesas libres, bancos, ergómetros, smith machine, power squat, leg press, dumbells y otras. El equipo de futbol masculino ganó la Liga Atlética Interuniversitaria en el 2021. Matrícula y Academia
Según el Perfil Institucional USC 2010-2011, la matrícula para el primer semestre de 2010-2011 totalizó 6,095 estudiantes (5,083 subgraduados y 1,012 graduados). La composición de la matrícula es: 65.5% de mujeres y 37.5% de hombres; 71.7% son estudiantes diurnos; 56.7% proviene de escuelas privadas; 40.4% proviene de escuelas públicas y un 2.9% proviene del exterior. La USC realiza un proceso de admisión selectiva.
El foco principal de los programas subgraduados (55% de los requisitos de grado) es educar al individuo holísticamente proveyendo una experiencia interdisciplinaria y multidisciplinaria, complementada con una concentración mayor, una concentración mayor y una concentración menor, o tres concentraciones menores en tres disciplinas diferentes. La Universidad promueve una visión empresarial y ofrece una concentración menor en empresarismo para estudiantes de cualquier concentración. Con el fin de promover que sus estudiantes continúen estudios graduados la USC incorporó experiencias de investigación a la mayoría de sus programas. En 1996 se incorporó el uso de la tecnología de educación a distancia para ampliar las opciones educativas y enriquecer las metodologías de enseñanzas tradicionales utilizando un modelo híbrido que combina interacción virtual y presencial.

### Departamentos Académicos
La Universidad del Sagrado Corazón cuenta con los departamentos académicos de: Comunicación, Ciencias Naturales, la Facultad Interdisciplinaria de Estudios Humanísticos y Sociales (FIEHS), Administración de Empresas y Educación. 

#### Escuela de Comunicación Ferré Rangel
Posee un currículo que fomenta la investigación y la experimentación creativa en un justo balance entre teoría y práctica. Este enfoque capacita para poder responder a los cambios tecnológicos y los retos éticos y estéticos que ello representa. Ofrece bachilleratos en Artes Visuales, Fotografía, Periodismo, Producción y Mercadeo para Radio (primero y único), Publicidad, Relaciones Públicas, Telecomunicación y Comunicación General (carriles Gerencial y Creativo). Muchos de los cursos se ofrecen en las instalaciones del Centro de Comunicación, que comprende estudios de televisión y de audio, estaciones de edición y laboratorio de fotografía tradicional y digital. Otros cursos se ofrecen en salones equipados con computadoras con acceso a modernos sistemas de computación y comunicación a distancia. El departamento posee dos emisoras digitales: Radio Activa y Radiorama Universitario. La USC opera un canal de televisión por cable, TeleSagrado, dedicado a la educación de la comunidad mediante programas semanales producidos por los estudiantes.

#### Ciencias Naturales
Prepara a profesionales en dicho campo que respondan a las exigencias actuales de la sociedad, capaces de ejercer eficientemente su disciplina, involucrarse en actividades de investigación, utilizar juicio crítico en la toma de decisiones y proseguir estudios avanzados. Ofrece el bachillerato en Ciencias con concentraciones en: Biología, Ciencias de Cómputos, Enfermería, Química y un bachillerato en Ciencias Naturales General. Los currículos de Biología y Química permiten completar los requisitos de ingreso a las escuelas de medicina y odontología antes de terminar el bachillerato. Cuenta con modernas instalaciones y equipos, como: Laboratorio de Inteligencia Artificial, Laboratorio de Informática, Laboratorio de Química, Laboratorio de Biología Celular Molecular y Cuarto de Cultivo, un Centro de Recursos para el Aprendizaje de la Biología, Centro de Recursos de Ciencias y Matemáticas, Laboratorio de Enfermería. Este departamento cuenta con la catedrática Agda Cordero Directora y maestra parcial de a institución. Su fin es el compromiso con los estudiantes. Actualmente el bachillerato en Ciencias Cómputos, está integrado con la Escuela de Comunicaciones Ferrer Rangel desde el año 2020.

#### FIEHS
Ofrece las experiencias necesarias para desarrollar el espíritu crítico, la creatividad y curiosidad intelectual, la capacidad de análisis y síntesis, así como las destrezas de comunicación oral y escrita, en español e inglés. Cuenta con los programas de Humanidades General y Teatro. 

#### Administración de empresas
Tiene como objetivo fundamental ofrecer programas académicos dirigidos a la formación de profesionales exitosos con visión de responsabilidad social. Los programas se destacan por ser dinámicos, pertinentes, y comprometidos en responder a las necesidades de las organizaciones y de la sociedad. Es de vital importancia desarrollar en los estudiantes: habilidad para asumir posiciones de liderato, capacidad para proyectarse como recursos para el crecimiento de la organización y adaptarse o acogerse al cambio integrándolo con una visión de impacto futuro. Ofrece un grado asociado en Producción y Mercadeo de Eventos Especiales, así como los grados de bachillerato en Administración de Empresas con concentración en las áreas de Contabilidad, Empresarismo, Gerencia, Mercadeo, Sistemas de Información Computadorizados, Turismo, bachillerato en Administración de Empresas General y un bachillerato en Artes en Producción y Mercadeo de Eventos Especiales. El programa de Producción y Mercadeo de Eventos Especiales es pionero y único en Puerto Rico. 

#### Educación
Prepara a maestros capaces de servir como agentes de cambio social, comprometidos con los valores de salud, justicia, cooperación, solidaridad, libertad y paz. Ofrece bachilleratos en Educación Elemental, Educación Elemental en Inglés, Educación General, Educación Secundaria y un bachillerato en Ciencias del Ejercicio y Promoción de Salud. Además, ofrece el grado de maestría en Artes en Educación con especialidad en Sistemas de Instrucción y Tecnología Educativa y un grado combinado de bachillerato en Educación con concentración en educación Temprana.

### Decanato Asociado de Posgrados
Los primeros programas graduados se establecieron en agosto de 1985, coincidiendo con el cincuentenario de la fundación de la Universidad, para atender las necesidades del país en áreas profesionales que no se estaban ofreciendo en las universidades locales. Por ello, los programas graduados de Gerencia de Sistemas de Información (M.B.A.), Relaciones Públicas (M.A.C.) y Sistemas de Instrucción y Tecnología Educativa (M.A.Ed.) fueron pioneros en Puerto Rico. Hasta el año 1995, ofrecían los grados de maestría en Artes en Educación (M.A.Ed.) con especialidad en Sistemas de Instrucción y Tecnología Educativa, maestría en Administración de Empresas (M.B.A.) con especialidad en Gerencia de Sistemas de Información y de maestría en Artes de la Comunicación (M.A.C.) con especialidad en Relaciones Públicas.
Actualmente, los ofrecimientos graduados se han ampliado para ofrecer las especialidades en Administración de los Recursos Humanos, Mercadeo Internacional y Contribuciones, bajo la maestría en Administración de Empresas (M.B.A.). También se ofrecen tres especialidades nuevas en Medios y Cultura Contemporánea, Redacción para los Medios y Publicidad bajo la maestría en Artes de la Comunicación (M.A.C.). En el año 2000 se inició la maestría en Ciencias con especialidad en Enfermería Ocupacional (M.S.N.). También se ofrece la primera y única maestría en Creación Literaria de Puerto Rico y el Caribe, creada y dirigida por el escritor residente Luis López Nieves. 
Los programas graduados están dirigidos a preparar a profesionales dispuestos a asumir posiciones de liderato en la comunidad; a relacionar al estudiante con la base teórica y conceptual de su campo profesional y a fomentar el desarrollo de una conciencia ética cristiana en los egresados para que adquieran pleno conocimiento del impacto social de sus actuaciones profesionales. Se dirigen, pues, estos programas a la formación integral de líderes profesionales que en sus ejecutorias muestren un claro compromiso social. En la actualidad todos estos programas son coordinados por el Decanato Asociado de Posgrados.

### Cursos Cortos
El Programa de Educación Continuada de la USC incluye cursos cortos, talleres y oportunidades de adiestramientos ajustados a las necesidades de los individuos, las agencias y las empresas. La USC reúne los criterios como Proveedor Autorizado de la "International Association for Continuing Education and Training" (IACET) para los programas de educación continua y adiestramientos.

## Centros de investigación y servicio
- Alianza Metropolitana para la Reforma Educativa, con el respaldo de la Fundación Ford
- Centro de Investigaciones Académicas
- Centro para el Desarrollo Personal
- Centro para el Enriquecimiento de la Docencia y la Tecnología
- Centro para la Libertad de Prensa, coauspiciado por el periódico El Nuevo Día
- Centro de Vinculación Comunitaria
- Centro de Lenguas y Cultura
- STEMmED, STEM@LABS y STEM@LAD
- Educational Policy Institute for Community Development with the Kellog Foundation
- Instituto empresarial para la mujer
- Instituto para el desarrollo del tercer sector
- Instituto de ética (para promover la formación ética de los estudiantes)
- Puerto Rico Alliance for Economic and Financial Education, con el Banco de la Reserva Federal de Nueva York
- Instituto de Investigación y Promoción de los Derechos Humanos Archivado el 23 de noviembre de 2012 en Wayback Machine.

## Sagrado Verde
Sagrado Verde es una organización estudiantil que trabaja para convertir el campus en uno más sostenible. Fundado en el 2020, se han dedicado a crear un ambiente sumamente familiar. Al igual que, invitando a los estudiantes a participar en sus diferentes iniciativas como voluntariados, reuniones y oportunidades de trabajo y estudio. 

## Recaudación de Fondos y ayudas económicas
•Fondo de Estudiantes Excepcionales: Desde 1994 la Universidad del Sagrado Corazón estableció el Fondo de Estudiantes Excepcionales (BECA FEE), una ayuda financiera complementaria provista por una persona o empresa que apadrina la carrera universitaria de uno o más estudiantes. La beca se otorga a estudiantes de nuevo ingreso de escuela superior que cuentan con un promedio académico de 3.50 en adelante y con necesidad económica demostrada. 
•En el año académico 2009-2010 la USC otorgó $1.6 millones en becas institucionales. 
•La Institución cuenta con otros programas de ayudas económicas.

## Facultad
La Facultad de la Universidad del Sagrado Corazón está compuesta por 126 profesores a tiempo completo, representantes del sector privado y público, así como por profesionales a tiempo parcial. Los miembros de la facultad reciben apoyo a través del Centro de Enriquecimiento de la Docencia y tienen acceso a recursos de vanguardia, como tecnología digital y multimedia, así como a una plataforma de aprendizaje a distancia para educación en línea.

## Exalumnos distinguidos
La USC cuenta con la Asociación de Exalumnos más activa de todo Puerto Rico. Entre los egresados de la USC se destacan figuras prominentes a nivel nacional e internacional. La Oficina de Exalumnos tiene como misión mantener a los exalumnos integrados a la vida universitaria, a través de redes efectivas de comunicación, que fortalezcan el orgullo, el agradecimiento, la fidelidad y compromiso con la Universidad. Los exalumnos más destacados incluyen la exgobernadora Sila María Calderón y la escritora Giannina Braschi, entre otros como Carmen Dominicci, Raymond Arrieta, Francisco Zamora, Aixa Vázquez, Lila Mayoral, Adamari López y Laura Carmine.

## Afiliaciones y acreditaciones universitarias
La Universidad del Sagrado Corazón está acreditada por cinco diferentes instituciones:
- Consejo de Educación Superior de Puerto Rico
- Council on Social Work Education (Consejo en Educación de Trabajo Social)
- Middle States Association of Colleges and Schools
- National Accrediting Agency for Clinical Laboratory Sciences (Agencia Nacional Acreditadora para Laboratorios de Ciencias Clínicas)
- National League for Nursing (Liga Nacional para Enfermería)

La institución también está afiliada a:
- Alliance Franscaise
- American Library Association
- American Association of Collegiate Registrars and Admissions Officers
- American Association for Higher Education
- American Medical Association
- American Association of University Administration
- Association for Educational Communications and Technology
- Association of Private Colleges and Universities
- Manufacturers' Association of Puerto Rico
- Association of University Presidents of Puerto Rico
- Association of Universities and Research Institutes in the Caribbean
- Association of American Colleges
- Association of Catholic Colleges and Universities
- Association of Colleges and Universities Auditors
- Association of Governing Boards of Universities and Colleges
- Chamber of Commerce of Puerto Rico
- College Entrance Examination Board
- Council of International Education
- International Federation of Catholic Universities
- Hispanic Association of Colleges and Universities (HACU)
- Institute of Internal Auditors
- Middle States Association of Colleges and Schools
- National Association of Colleges and University Business Officers
- National Association of Colleges and Universities
- National Association of Independent Colleges and Universities
- National Association of Student Financial Aid
- National Student Exchange.